# Dolschanskoje
Dolschanskoje (russisch Должанское, deutsch Budupönen-Uthelen, 1931 bis 1947 Hartigsberg, litauisch Būdupėnai Uteliai) ist ein Ort in der russischen Oblast Kaliningrad. Er gehört zur kommunalen Selbstverwaltungseinheit Munizipalkreis Krasnosnamensk im Rajon Krasnosnamensk.

## Geographische Lage
Doilschanskoje liegt im Nordosten der Oblast Kaliningrad an der Kommunalstraße 27K-111, die Lesnoje (Groß Lenkeningken/Großlenkenau) mit Nemanskoje (Trappönen/Trappen) verbindet. Die einstige Kreisstadt Neman (Ragnit) liegt 21 Kilometer in westlicher, die heutige Rajonstadt Krasnosnamensk (Lasdehnen/Haselberg) 14 Kilometer in südöstlicher Richtung. Eine Bahnanbindung besteht nicht.

## Geschichte
Der früher mit Uthelen oder Budupönen bezeichnete Ort war ein Schatull-kölmisches Dorf. Später wurde der Ort Budupönen-Uthelen genannt. Im Jahr 1874 wurde die Landgemeinde Budupönen-Uthelen dem neu gebildeten Amtsbezirk Trappönen-Forst im Kreis Ragnit zugeordnet. Im Jahr 1928 wurden der Gutsbezirk Mösen (s. u.) und die Landgemeinde Treibgirren (s. u.) an die Landgemeinde Budupönen-Uthelen angeschlossen. Im Jahr 1929 wurde die Försterei Hartigsberg (55° 3′ 1″ N, 22° 20′ 45″ O) aus dem Gutsbezirk Trappönen-Forst an die Landgemeinde Budupönen-Uthelen angeschlossen. Im Jahr 1931 wurde die gesamte Landgemeinde Budupönen-Uthelen nach der Försterei in Hartigsberg umbenannt.
In Folge des Zweiten Weltkriegs kam Hartigsberg mit dem nördlichen Ostpreußen zur Sowjetunion. 1947 erhielt der Ort die russische Bezeichnung Dolschanskoje und wurde gleichzeitig dem Dorfsowjet Nemanski selski Sowet im Rajon Krasnosnamensk zugeordnet. Später (vor 1975) gelangte der Ort in den Timofejewski selski Sowet. Von 2008 bis 2015 gehörte Dolschanskoje zur Landgemeinde Alexejewskoje selskoje posselenije, von 2016 bis 2021 zum Stadtkreis Krasnosnamensk und seither zum Munizipalkreis Krasnosnamensk.

### Einwohnerentwicklung
| Jahr | Einwohner | Bemerkungen                                                        |
| ---- | --------- | ------------------------------------------------------------------ |
| 1867 | 126       |                                                                    |
| 1871 | 184       |                                                                    |
| 1885 | 194       |                                                                    |
| 1905 | 230       |                                                                    |
| 1910 | 210       |                                                                    |
| 1933 | 280       | Einschließlich Mösen und Treibgirren                               |
| 1939 | 238       | Einschließlich Klein Hartigsberg (Mösen) und Treiben (Treibgirren) |
| 1984 | ~ 20      |                                                                    |
| 2002 | 21        |                                                                    |
| 2010 | 17        |                                                                    |
| 2021 | 19        |                                                                    |

### Mösen (Klein Hartigsberg)
55° 3′ 23″ N, 22° 19′ 17″ O
Der Ort Möszen, auch mit Pakrepschen bezeichnet, war seit 1744 ein Vorwerk des Gutes Lenken. Im Jahr 1874 wurde der nun mit Mösen bezeichnete eigenständige Gutsbezirk dem neu gebildeten Amtsbezirk Trappönen-Dorf im Kreis Ragnit zugeordnet. Im Jahr 1928 wurde Mösen an die drei Kilometer südöstlich gelegene Landgemeinde Budupönen-Uthelen (s. o.) angeschlossen. Dort erhielt das Gut im Jahr 1938 den neuen Namen Klein-Hartigsberg.
Nach der Angliederung an die Sowjetunion gehörte der Ort laut dem amtlichen russisch-deutschen Ortsverzeichnis von 1976 zu Nemanskoje (Trappönen/Trappen). Auf einer Karte von etwa 1973 waren dort allerdings keine Gebäude mehr eingezeichnet.

#### Einwohnerentwicklung
| Jahr | Einwohner |
| ---- | --------- |
| 1867 | 34        |
| 1871 | 27        |
| 1885 | 31        |
| 1905 | 24        |
| 1910 | 13        |
| 1925 | 32        |

### Treibgirren (Treiben)
55° 1′ 38″ N, 22° 20′ 47″ O
Der früher mit Lenkeninkehlen oder Trepgirren bezeichnete Ort war im 18. Jahrhundert ein königliches Bauerndorf. Im Jahr 1874 wurde die Landgemeinde Treibgirren dem neu gebildeten Amtsbezirk Trappönen-Forst im Kreis Ragnit zugeordnet. 1928 wurde die einen Kilometer südlich gelegene Landgemeinde Treibgirren an die Landgemeinde Budupönen-Uthelen (s. o.) angeschlossen. 1938 wurde dieser Ortsteil in Treiben umbenannt.
Über eine Wiederbesiedlung des Ortes nach 1945 ist nichts bekannt. Der Ort ist verlassen.

#### Einwohnerentwicklung
| Jahr | Einwohner |
| ---- | --------- |
| 1867 | 81        |
| 1871 | 86        |
| 1885 | 71        |
| 1905 | 55        |
| 1910 | 54        |

## Kirche
Die mehrheitlich evangelische Bevölkerung Budupönen-Uthelens resp. Hartigsbergs war vor 1945 in das Kirchspiel der Kirche Trappönen (der Ort hieß zwischen 1938 und 1945: Trappen, heute russisch: Nemanskoje) eingepfarrt. Sie war Teil der Diözese Ragnit im Kirchenkreis Tilsit-Ragnit innerhalb der Kirchenprovinz Ostpreußen der Kirche der Altpreußischen Union. Heute liegt Dolschanskoje im Einzugsbereich der in den 1990er Jahren neu entstandenen evangelisch-lutherischen Gemeinde in Sabrodino (Lesgewangminnen, 1938 bis 1945 Lesgewangen) innerhalb der Propstei Kaliningrad (Königsberg) der Evangelisch-lutherischen Kirche Europäisches Russland.